# Hrynhendr háttr
Hrynhendr háttr (del nórdico antiguo: métrica fluida) fue una forma métrica de composición en la poesía escáldica. Es una variante de dróttkvætt, pues utiliza todas sus normas pero requería que la unidad básica del texto se extiendiese desde una de triple tónica, con línea de seis sílabas a una cuarta tónica, con línea de ocho sílabas. El ejemplo más claro de este sistema métrico de composición aparece en Hattatal, donde se evidencia al menos tres variantes del mismo.